# Koszary w Nieświeżu

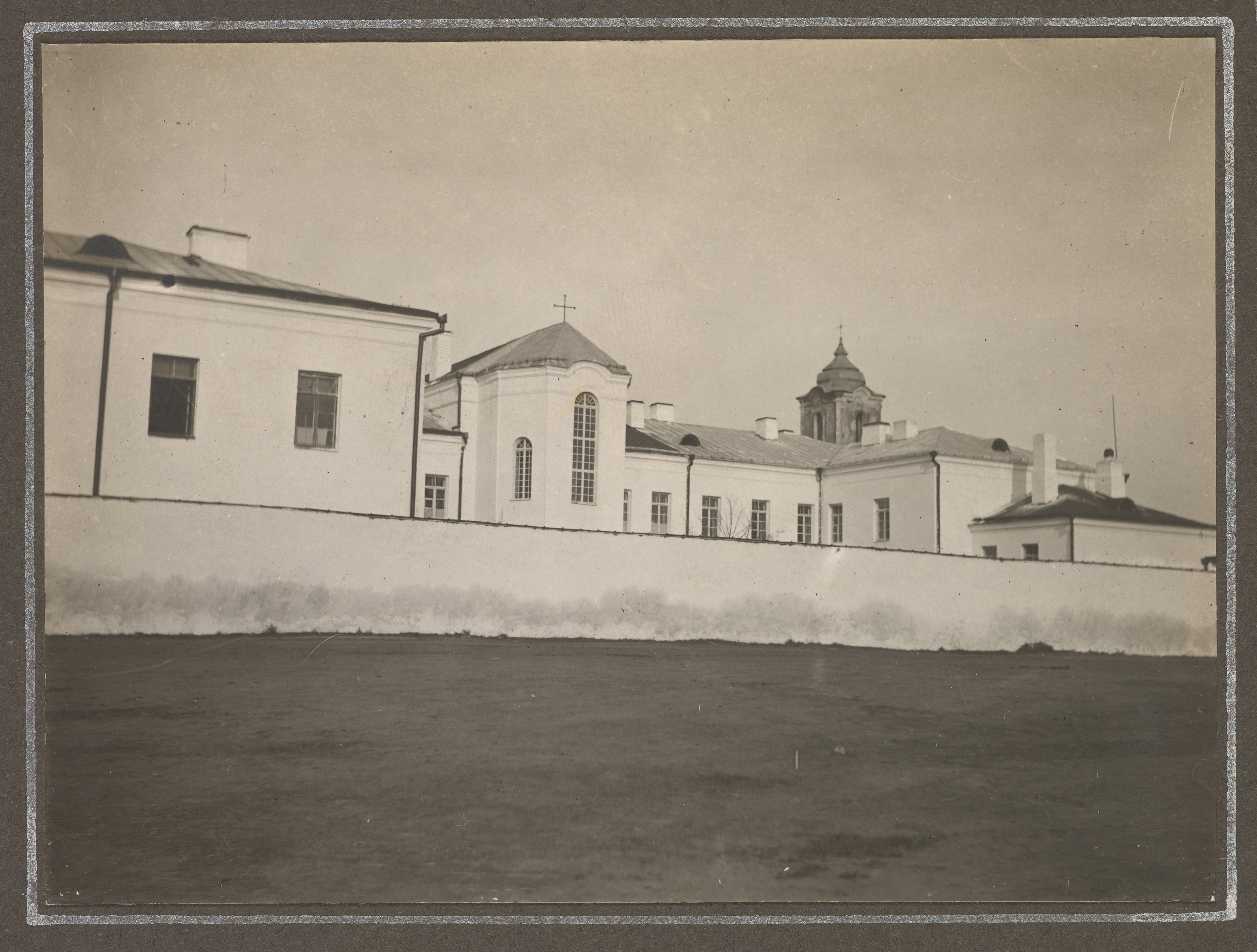
W zabudowaniach klasztoru benedyktynek wojsko posiadało magazyny.

Koszary w Nieświeżu – kompleksy koszarowe znajdujące się na terenie garnizonu Nieśwież. 

## Charakterystyka
Na terenie garnizonu nieświeżkiego funkcjonowały trzy kompleksy koszarowe. Były to Koszary Pomonopolowe, Koszary Bernardyńskie i Koszary Farne/Jezuickie. 
Obiekty Koszar Pomonopolowych budowane były do 1898 na potrzeby rosyjskiego monopolu spirytusowego. Wzniesiono je z czerwonej cegły, a w 1914 zajmowała je rosyjska 30 Brygada Artylerii.

Koszary Bernardyńskie i Farne/Jezuickie były adaptowanymi i rozbudowanymi przez Rosjan budynkami poklasztornymi, pochodzącymi jeszcze z okresu I Rzeczypospolitej. Podobna była również geneza zabudowań magazynowych zajmowanych przez wojsko na terenie czynnego klasztoru benedyktynek. Sumaryczna pojemność nieświeżkich koszar wynosiła około 800 ludzi i 900 koni.
Po I wojnie światowej koszary w Nieświeżu przejęło Wojsko Polskie. Początkowo stacjonowały tu jednostki formacji granicznych II Rzeczypospolitej. Były to między innymi: IV Warszawski batalion etapowy, II Poznański batalion etapowy i Komenda Powiatowa Straży Granicznej w Nieświeżu.
W 1923 swoje szwadrony do remontowanych obiektów wprowadzał 27 pułk ułanów. W Koszarach Farnych stacjonowały dowództwo pułku oraz 1 szwadron, a w Koszarach Bernardyńskich – 2 szwadron. Stały się one stałym miejscem zakwaterowania pułku do 1939. 
Stan techniczny koszar był bardzo słaby. Jeszcze na przełomie lat 20. i 30. XX w. dowódca pułku, ppłk dypl. Fryderyk Mally, opisywał go jako „na ogół opłakany”. Budynki wymagały ciągłych napraw i adaptacji.
Do dziś (2020) zachowały się  wszystkie kompleksy koszarowe w Nieświeżu. W ceglanych budynkach byłych Koszar Pomonopolowych  przy ul. Leninskaja 96 mieści się Muzeum Historyczno-Krajoznawcze; w budynkach Koszar Farnych w obrębie ulic: Leninskaja – Mickiewicza – Giejsika znajduje się cerkiew i klasztor prawosławny; Koszary Bernardyńskie przy ul. Giejsika 1 nie są użytkowane, a w dawnym klasztorze benedyktynek przy ul. Czkałowa 8 mieści się szkoła średnia.